# Gladys Florimonte
Gladys Julia Florimonte (Buenos Aires, 23 de julio de 1958) es una comediante y actriz argentina.

## Biografía
Nacida en el seno de una familia italiana, desde niña se destacó en la capacidad de observación de su entorno, característica que luego aplicó en su profesión.  Estudió teatro cuatro años con Agustín Alezzo.
Conformó el Grupo Contemporáneo y con la dirección de Osvaldo Pellettieri realizó diversas obras en el Centro Cultural San Martín.
Debutó con "Babilonia" de Armando Discépolo, intervino en "Corazón de Tango" y en "El Casamiento de Laucha" en la Sala Casacuberta.
En 1983, fue parte del elenco "El hipócrita político" que se presentó en la sala Enrique Muiño del Centro Cultural San Martín.
En 1985 en la Sala Enrique Muiño del Centro Cultural San Martín se presentó en la obra de Leonardo Moledo, "Las reglas del juego". Elenco: Gladys Florimonte (madre), Eduardo Nicolau (padre), Enrique Ballester (Pablo Guillermo), Estrella Medina (Valeria). Escenografía: Leandro Hipólito Ragucci. Vestuario: Adriana Straijer. Realización escenográfica: Ricardo Nievas. Asistente de dirección: Juan José Ubira.

En 1985 de la mano de Osvaldo Pellettieri se destaca en la obra "Perro sobre Perro" del autor argentino Jorge Boccanera, presentada en la Sala Enrique Muiño del Centro Cultural San Martín. Elenco: Gladys Florimonte ( Consuelo), Eduardo Nicolau (Antonio), Guillermo Sosa (Gasparino), Estrella Medina (Genoveva).
En 1986 se destacó en la ópera prima teatral de Eduardo Gudiño Kieffer, "Una pareja, un enano y una vieja", con puesta en escena de Osvaldo Pellettieri en la sala Enrique Muiño del Centro Cultural San Martín. El resto del elenco lo componían Enrique Ballester, Eleonora Desio, y Estrella Medina. Aquí, Gladys Florimonte hace un trabajo variado y extenuante, a través de su personaje Astolfo es sucesivamente un pájaro, un sillón, una mesa, un reloj cucú y una corista.
En la década del ’80 debutó en televisión con los programas Las mil y una de Sapag y  Stress, en los años noventa trabajó en la comedia de acción Brigada cola y en las telenovelas Chiquititas y Como pan caliente.
Durante 2009 participó en Showmatch, siendo una de las nuevas comediantes del ciclo. En ese mismo programa es parte del ciclo humorístico Gran Cuñado 2009, imitando a la ministra Alicia Kirchner; quedó expulsada el 11 de junio de 2009.
Participó también en Gran Cuñado Vip 2009, donde imitó al personaje mediático Zulma Lobato (Zulma de Tinelli).
Realizó giras por distintos puntos del país, donde ha interpretado a Zulma de Tinelli y otros personajes.
Entre 2012 y 2013, participa en el programa de televisión humorístico La pelu, en donde actúa representando a la hermana mayor de la también comediante Florencia de la V.
En 2015 Baila En ShowMatch Conducido por Marcelo Tinelli luego de ser eliminada pasó a ser comediante del mismo programa como conserje y más.

## Cine
| Año  | Película                 | Personaje                  |
| ---- | ------------------------ | -------------------------- |
| 1999 | Esa maldita costilla     | Telefonista sadomasoquista |
| 2014 | Bañeros 4: Los Rompeolas | Dueña del restaurant       |
| 2015 | Locos sueltos en el zoo  | Elsa                       |
| 2020 | La chancha               | Alicia                     |

## Televisión
| Año           | Programa                         | Rol / Personaje                      | Notas                          |
| ------------- | -------------------------------- | ------------------------------------ | ------------------------------ |
| 1988-1989/90  | Stress                           | Esther                               |                                |
| 1992-1994     | Brigada cola                     | Gladiola                             |                                |
| 1995          | Chiquititas                      | Ernestina                            |                                |
| 1996          | Como pan caliente                | Lili                                 |                                |
| 2007          | Patinando por un sueño 2007      | Participante                         | 6.ª Pareja Eliminada           |
| 2007-2008     | Este es el show                  | Humorista                            |                                |
| 2008          | Anexo:Bailando por un sueño 2008 | Participante                         | 4.ª Pareja Eliminada           |
| 2009          | Gran cuñado                      | Alicia Kirchner (Imitadora)          | 6.ª Eliminada                  |
| 2012-2013     | La pelu                          | Gladys Reyes                         |                                |
| 2013          | Celebrity Splash                 | Participante                         | 8.ª Eliminada / 11.ª Eliminada |
| 2015          | Bailando por un sueño 2015       | Participante                         | 1.ª Pareja Eliminada           |
| 2016          | Gran Cuñado                      | Alicia Kirchner                      | Imitadora                      |
| 2017          | Periodismo para todos            | Alicia Kirchner                      | Sketch: "The house of grieta"  |
| 2018-presente | Periodismo para todos            | Christine Lagarde, Patricia Bullrich | Sketch: "Verano del 18"        |

## Teatro
- 1980: Festivales de Teatro en Córdoba, Teatro del Libertador.
- 1981: Corazón de Tango. Dirección Osvaldo Pellettieri. Con Alicia Denegri (Milonguita), Claudia Sánchez Freigido (Anatolía), Carlos Pellegrino (Garufa), Gladys Florimonte (La Fea), Eduardo Nicolau (periodista), Ernesto Mellerup ( Pata de Palo, organillero), Óscar Durante (Carlos Gardel), Alejandra Seva y Norma Arias. Centro Cultural San Martín.
- 1983: El hipócrita político. Adaptación de Osvaldo Pellettieri y Tulio Stilman. Elenco: Cristina Rivas (Eulalia), Dania Asayag (Carlota), Gladys Florimonte (Mucama), Guillermo Sosa ( Melitón) y Pedro Utrera (muchachito bueno). Centro Cultural San Martín
- 1982-1983: El casamiento del Laucha. De Roberto J. Payró. Adaptación de Osvaldo Pellettieri y Tulio Stilman. Elenco: Sergio Corona (Cipriano) , Patricia Gilmour (Carolina), Juan Carlos Posik (Barraba),  Rafael Rodríguez (cura Papagna) Jorge Saffatle y Antonio Ugo (Laucha), Gladys Florimonte (Flora).
- 1986: Una pareja, un enano y una vieja, en el Teatro San Martín.
- 1993: Aguante, brigada, junto a Guillermo Francella, Mónica Guido, Edgardo Mesa, Héctor Echavarría, Javier Belgeri, Hernán Caire, Eric Grimberg, Florencia Canale, Brigacop, Tronco, Andrés Turnes, Badon y Ricardo Lavié.
- 1998: Anahí y familia, unipersonal.
- 1999: La marquita del zorro, Teatro La Sombrilla de Villa Carlos Paz junto a Leo Rosenwasser, Marco Estell, Flavia Miller y elenco.
- 2000: Corona 2003, Mar del Plata junto a Jorge Corona, Mónica Ayos, María Gianmaría, Yanina Zilly y Teto Medina.
- 2001: Coronadytos, junto a Jorge Corona, Laura Panam Franco, Marixa Balli, Martín Russo, Fernando Ramírez, Daniel Aye, y el dúo cómico mendocino Stan y Lasky.
- 2001: Expedición Pradón, Teatro ReFaSi junto a Alejandra Pradón, Marcelo Polino, Florencia de la V, Marcelo y Cirilo y elenco.
- 2002: Reíte país, junto a Jorge Corona, Tristán, Mónica Ayos, Alejandra Pradón y Rafael Cini.
- 2004: Camarero con cama adentro, Teatro La Sombrilla (de Villa Carlos Paz) junto a Amalia "Yuyito" González y Carlos Rotundo.
- 2006: La isla de Panam, Teatro Acuario de Villa Carlos Paz junto a Laura Panam Franco.
- 2006: Un país de revista, Teatro Liceo y Teatro El Tronador de Mar del Plata junto a Campi, Marcos Bicho Gómez, Catherine Fulop, Ingrid Grudke, María Martha Serra Lima y Martín Russo.
- 2007: Clásicos del corazón, Teatro Premier junto a Tormenta, Favio Sergio Clavijo, Andrea Diz y Marcelo Ferrando.
- 2007: Planeta Show, Teatro Liceo junto a Campi, Marcos Bicho Gómez, Ingrid Grudke, Martín Russo, María Creuza, Manuela Bravo, Julia Zenko, Wanda Nara, Ximena Capristo, Gabriela Villalba, Hector Carrozo, Juan Pablo Piancino, Celina Barabino, Giselle Bobolis, Carlos Bernal, Abel Faccini, Judith Kovalovsky, Julia Montiliengo, Andrea Silva y Luciana Guerra.
- 2008: Danza con Cobos, Teatro Mar del Plata junto a Nito Artaza, Cacho Castaña, Pamela David y Flavio Mendoza.
- 2008: Pijamas, Teatro Roma junto a Diego Ezequiel Alvez, Paula Colombini, Claudia Fernández, José María Listorti, Chino Volpato y Verónica Perdomo.
- 2009: Arrancame la risa, un show que vale, Teatro Brodway junto a Nito Artaza, Valeria Lynch, Chico Novarro, Pamela David y Flavio Mendoza.
- 2009: Show inauguración René Moreno, Teatro René Moreno Santa Cruz de la Sierra (Bolivia) junto a Moria Casán, Belén Francese y Gustavo Moro.
- 2009-2010: Familia especial, unipersonal.
- 2010: Clásicos del corazón, Teatro Premier junto a Tormenta y elenco.
- 2010: Más atorrante que nunca, Teatro Gran Rex y presentaciones en diferentes localidades junto a Cacho Castaña.
- 2010: Primera dama se busca, Teatro Tronador de Mar del Plata junto a Nito Artaza, María Eugenia Ritó, Adabel Guerrero, Fabián Gianola, Carlos Perciavalle, Mario Sapag, Omar Vitullo, Sasha Arregui y Romina Cisneros.
- 2011: Los sueños de Martita, Teatro Coral de Villa Carlos Paz junto a Sebastián Olmedo y elenco.[1]
- 2011: Hot Night, Disco Keops junto a Flavio Mendoza, Virginia Dobrich, Lourdes Sánchez, Belén Arce, Adrián Kiss, Hernán Doval y Javier Romero.
- 2011: El gran show, Teatro Coral junto a Juan Alberto Mateyko, José Luis El Puma Rodríguez, Carmen Flores, Cacho Castaña, La Mole Moli, Pamela David, Claudia Fernández, Virginia Gallardo y Leo Dan.
- 2011: Vote Maipo Kabaret... Perciavalle al gobierno... Florimonte al poder, Teatro Maipo junto a Carlos Perciavalle, Alberto Bianco, Marcelo y Cirilo y Santiago Cúneo.
- 2011: La revista de la tele, Teatro Gran Rex junto a Johnny Allon, Miguel Ángel Cherutti, Jorge Corona, Alacrán, Carlos Sánchez, Rodrigo Vagoneta, Adriana Brodsky, Leo Rosembaser, Mónica Cruz y gran elenco.
- 2012: Qué gauchita es mi mucama, Teatro Melos de Villa Carlos Paz, junto a Florencia de la V, Emilio Disi, Gino Renni, Diego Pérez, Iliana Calabró, Alejandro Müller, Paola Miranda, Floppy Tesouro y Santiago Almeyda.
- 2013: Cirugía Para Dos, Teatro Melos de Villa Carlos Paz, junto a Florencia de la V, Aníbal Pachano, Matías Alé, Silvina Luna, Claudia Fernández, Alejandro Müller y Micaela Breque.
- 2013: Estamos en el horno (invitada especial), Teatro Holiday 2 de Villa Carlos Paz junto a Luis Ventura, Pablo Layús, Jhoana Villafañe y Mudo Esperanza.
- 2014: Familia de mujeres, Teatro Del Sol de Villa Carlos Paz junto a Luisa Kuliok, Ernestina País, Luisa Albinoni, Haydee Padilla, Dalma Maradona, Barbara Vélez, Lola Stagnaro y Valentina Degano.
- 2014: Circo, humor y clan, junto a Pablo Millán.
- 2015: Familia especial - Unipersonal - Gira por distintos lugares del país.
- 2015: Gemelas - Teatro Corrientes de Mar del Plata junto a Florencia de la V.
- 2016: Marcianos en la casa - Teatro Holiday de Villa Carlos Paz junto a Emilio Disi, Soledad Silveyra, Pedro Alfonso, Fredy Villarreal, Ergun Demir, Luciano "El Tirri" Giugno, Lourdes Sánchez y Candela Ruggieri.
- 2017: Luz Cenicienta - Teatro El Nacional de Buenos Aires junto a Moria Casán y Divina Gloria

## Discografía

### Zulmanía 2009
1. «Vuelve a creer en el amor»
2. «Chacarera de Zulma»
3. «Escracho»
4. «Disco tocada»
5. «La botinera»
6. «Sueño de carnaval»
7. «Córdoba querida»
8. «Zulma de la costa»
9. «Tu bella enamorada»
10. «Pasito de Zulma»
11. «Diva y atorranta»
12. «Vuelve a creer en el amor» (bonus track, versión de Gladys Florimonte).

### Otras canciones
- «Bomba bomba»

## Premios
- 2015: premios VOS nominada como mejor actriz.
- 2014: premios VOS como consagración.
- 2010: Nominada a los Premios Carlos Gardel como Mejor álbum artista femenina tropical - Zulmanía
- 2009: premio Martín Fierro como labor humorística femenina por el programa Este es el show
- 2008: premio Estrella de Mar como labor humorística femenina
- 2008: Nominada al premio Martín Fierro como labor humorística femenina por el programa Este es el show
- 1994: Nominada al premio Martín Fierro como actriz cómica por el programa Brigada cola